# Qui sème l'amour...
Qui sème l'amour... est un téléfilm français de Lorenzo Gabriele diffusé en 2016.

## Synopsis
Alors qu'elle revient de vacances à Bali, Julie, jeune exploitante agricole de 35 ans, retrouve sa ferme et sa maison totalement désordonnées. En effet, sa mère Huguette s'est non seulement incrustée mais elle a licencié l'ouvrier agricole travaillant sur l'exploitation, accusant ce dernier de l'avoir séduite. Sur les conseils d'une amie, Julie engage Djibril, un jeune immigré malien. Voulant à tout prix se débarrasser de sa mère qui se soucie pourtant du bonheur de sa fille, Julie demande à Djibril de se faire passer pour son fiancé. Djibril, courageux et téméraire, travaille beaucoup en partageant la vie des deux femmes.

## Fiche technique
- Réalisation : Lorenzo Gabriele
- Scénario et dialogues : Lorenzo Gabriele
- Image : Stéphane Cami
- Montage : Fred Beraud-Dufour
- Son : Jean-Pierre Favre
- Musique Originale composée et dirigée par : Thierry Malet
- Un film produit par : Sylvette Frydman et Jean-François Lepetit

- Une production : Flach Film Production
- Avec la participation de : France Télévisions
- Et la participation de CNC
de TV5 Monde
de la RTS - Radio Television Suisse
et le soutien de la SACEM

- Genre : Comédie
- Pays :  France
- Durée : 87 minutes (1 h 27)
- Date de diffusion : 2 février 2016 sur France 3

## Distribution
- Évelyne Buyle : Huguette
- Julie de Bona : Julie
- David Baïot : Djibril
- Alix Bénézech : Sophie la factrice
- Léopoldine Serre : Valérie
- Sébastien Libessart : Bernard
- Valérie Flan : Jacqueline
- Cyrielle Alvarez : Mathilda
- Dominic Palandri : Villageois 1
- Maxime Jullia : Villageois 2
- Claude Koener : Antoine
- Karine Revelant : Infirmière
- Mohamed Brikat : Ahmed
- Fanny Guidecoq : Anna
- David Van Severen : Médecin urgence
- Franck Adrien : Médecin ferme
- Thierry Rousset : Crieur loto
- Anastasia Paris : Chloée

## Tournage
Le film a été tourné à Lyon et dans sa région (village d’Ancy).